# Былинский, Валерий Игоревич
Были́нский Вале́рий И́горевич (род. 19 апреля 1965, Днепропетровск, УССР) — русский писатель и публицист.
В 1997 году окончил Литературный институт имени А. М. Горького (Москва), живет в Санкт-Петербурге. Член Союза писателей Санкт-Петербурга. Считается одним из основателей (вместе с Маратом Басыровым и Оксаной Бутузовой) течения метафизического реализма (метареализма) в современной русской прозе.

## Биография
Дебютировал в 1995 году с рассказом «Риф», опубликованном в журнале «Новый мир».
Роман «Июльское утро», опубликованный в журнале «Октябрь», получил в 1997 первую премию «Новое имя в литературе» в российско-итальянском литературном конкурсе «Москва-Пенне».
Рассказы печатались в литературных сборниках и журналах «Новый мир», «Октябрь», «Дружба народов», «Литературной газете».
Роман «Адаптация» был издан в издательстве «АСТ» в 2011 году, номинировался на премию «Национальный бестселлер» (лонг-лист). В 2012 году роман «Адаптация» вошел в лонг-лист премии «Русский Букер».
В 2014 году в издательстве «Дикси Пресс» вышла книга «Риф», основу которой составляют произведения В. Былинского 1990-х годов — в частности повесть «Июльское утро» и рассказ «Риф», давший название всему сборнику.
В 2015 году Валерий Былинский стал лауреатом литературной премии «Ясная Поляна» в номинации «Детство. Отрочество. Юность» за книгу «Риф: повесть и рассказы» из серии «Современная новелла».
В 2020 году вышел роман «Все исключено» (издательство «Дикси Пресс»).